# Reserva natural Marloth
La Reserva Natural Marloth se extiende en las majestuosas montañas de Swellendam, entre las ciudades de Swellendam, Ashton, Barrydale y Suurbraak. La reserva tiene 14.123 ha de extensión y está gestionada con otras 16.532 ha de propiedad privada. La oficina de la reserva está a aproximadamente 1,5 km de Swellendam y lindera al Bosque Estatal de Swellendam.
El epónimo corresponde al botánico Hermann Wilhelm Marloth (1855-1931).
- Datos: Q1784896
- Multimedia: Marloth Nature Reserve / Q1784896